# Liberia en los Juegos Olímpicos de Atlanta 1996
Liberia estuvo representada en los Juegos Olímpicos de Atlanta 1996 por cinco deportistas, cuatro hombres y una mujer, que compitieron en atletismo.
El portador de la bandera en la ceremonia de apertura fue el atleta Kouty Mawenh. El equipo olímpico liberiano no obtuvo ninguna medalla en estos Juegos.